# Cours Albert Ier
Der Cours Albert Ier ist eine Straße im Quartier des Champs-Élysées im 8. Arrondissement von Paris.

## Lage
Der Cours Albert Ier verläuft zwischen dem Place du Canada und dem Place de l’Alma.

### Einmündende Straßen

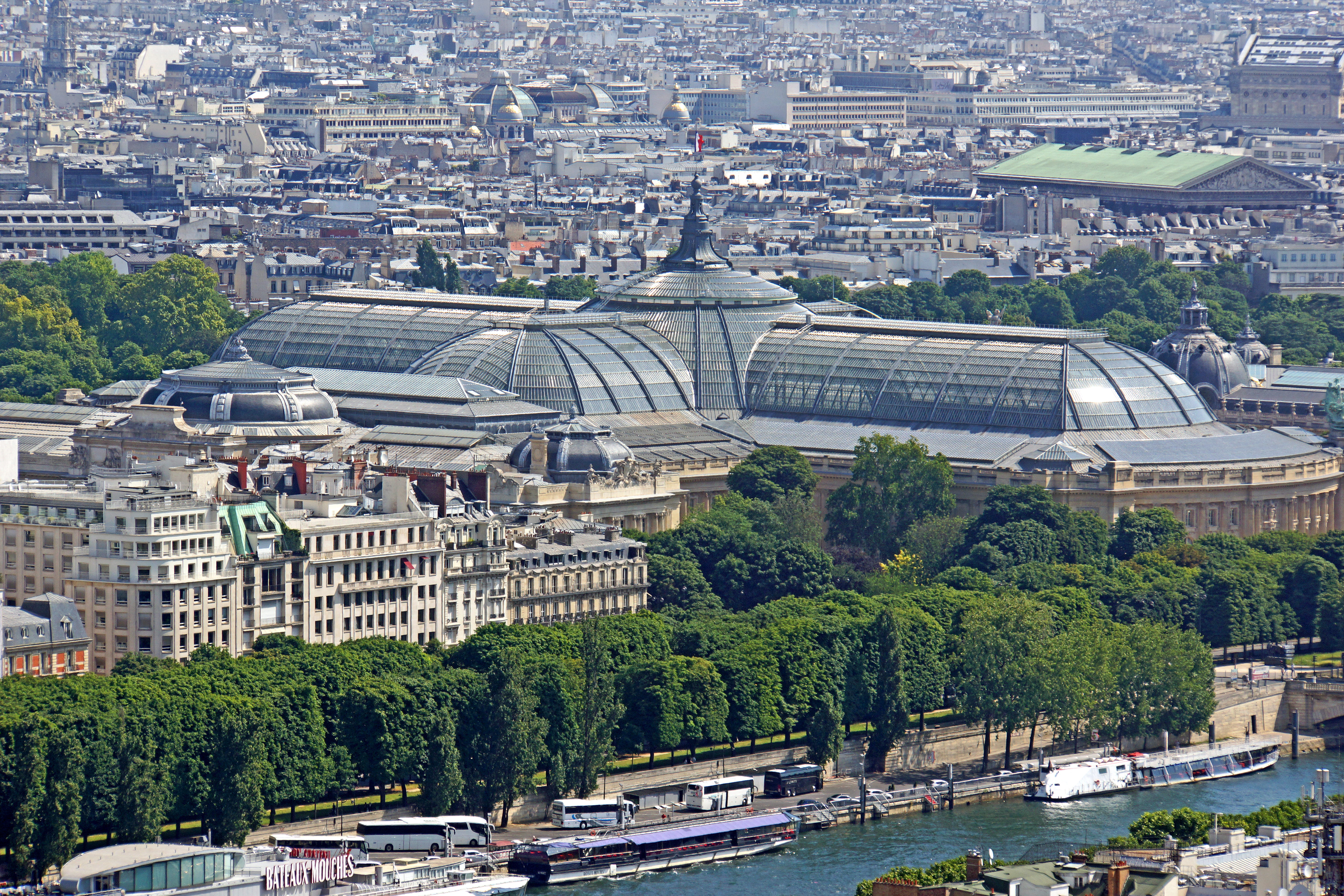
Cours Albert Ier vom Tour Eiffel (Zoomaufnahme)

Er trifft dabei auf folgende Straßen:
- Avenue Franklin D. Roosevelt
- Rue Bayard
- Rue Jean Goujon
- Avenue Montaigne

Im Mittelteil verläuft ein Teil des Voie Georges-Pompidou oberirdisch, und zwar zwischen dem Tunnel beim Pont de l’Alma im Westen und dem Tunnel der Cours de la Reine im Osten.
Im Süden, am Seineufer, befindet sich die Esplanade d’Arménie.

## Namensursprung

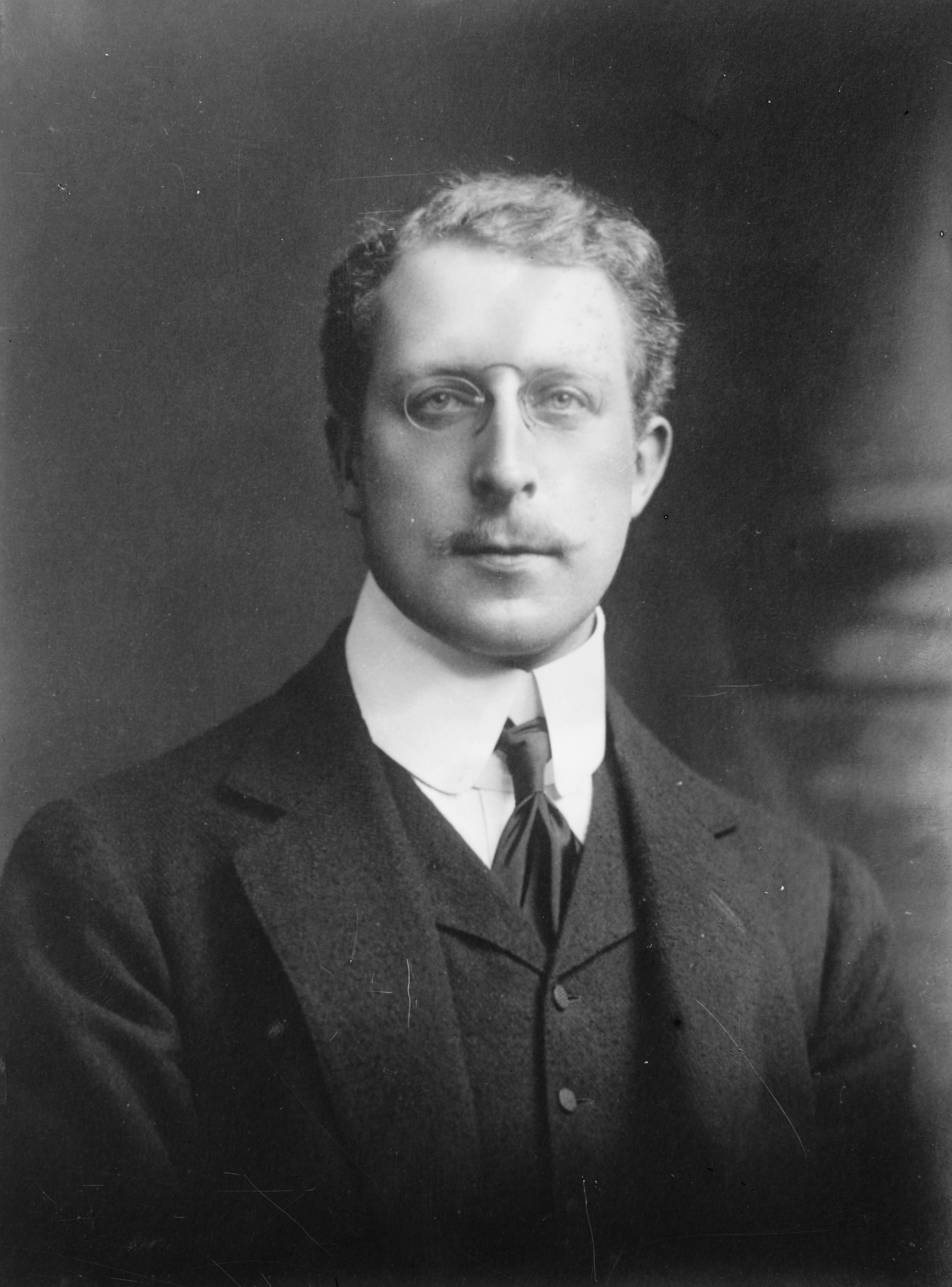
Albert Ier

Die Straße ist nach dem König von Belgien, Albert I. (1875–1934), benannt.

## Geschichte
Der Cours Albert Ier ist zum Teil eine Erweiterung des Cours la Reine, die auf einen Gemeindebeschluss vom 14. Juli 1918 zurückgeht.
Dieser Spazierweg wurde im Jahr 1618 von Marie de Medici auf ehemaligen Grünanlagen angelegt und war unter der Fronde in Mode. Er führte von den Tuilerien zu einem „Halbmond“ am heutigen Place de la Reine Astrid, am Anfang der Avenue Montaigne. Dieser Halbmond ermöglichte ein Wendemanöver der Fahrzeuge, ebenso wie der Kreisverkehr, der sich an der Stelle des heutigen Place du Canada befand. Die Promenade war von Gräben umgeben, die auf Kosten von Marschall de Bassompierre angelegt wurden, der in Chaillot ein Landhaus besaß. Der Weg wurde im 18. Jahrhundert vom Herzog von Antin neu bepflanzt.

## Sehenswürdigkeiten
An der Fahrbahn am Seineufer stehen jeweils am Beginn Denkmäler:
- im Osten eine Bronzestatue, die den ehrwürdigen Pater Komitas darstellt, 2003 von David Erevantzi geschaffen und als Hommage an die Opfer des Völkermords an den Armeniern von 1915 aufgestellt wurde;
- im Westen steht das Mickiewicz-Denkmal von Antoine Bourdelle, das 1929 auf dem Place de l’Alma eingeweiht und 1956 an diesen Ort verlegt wurde.[3]

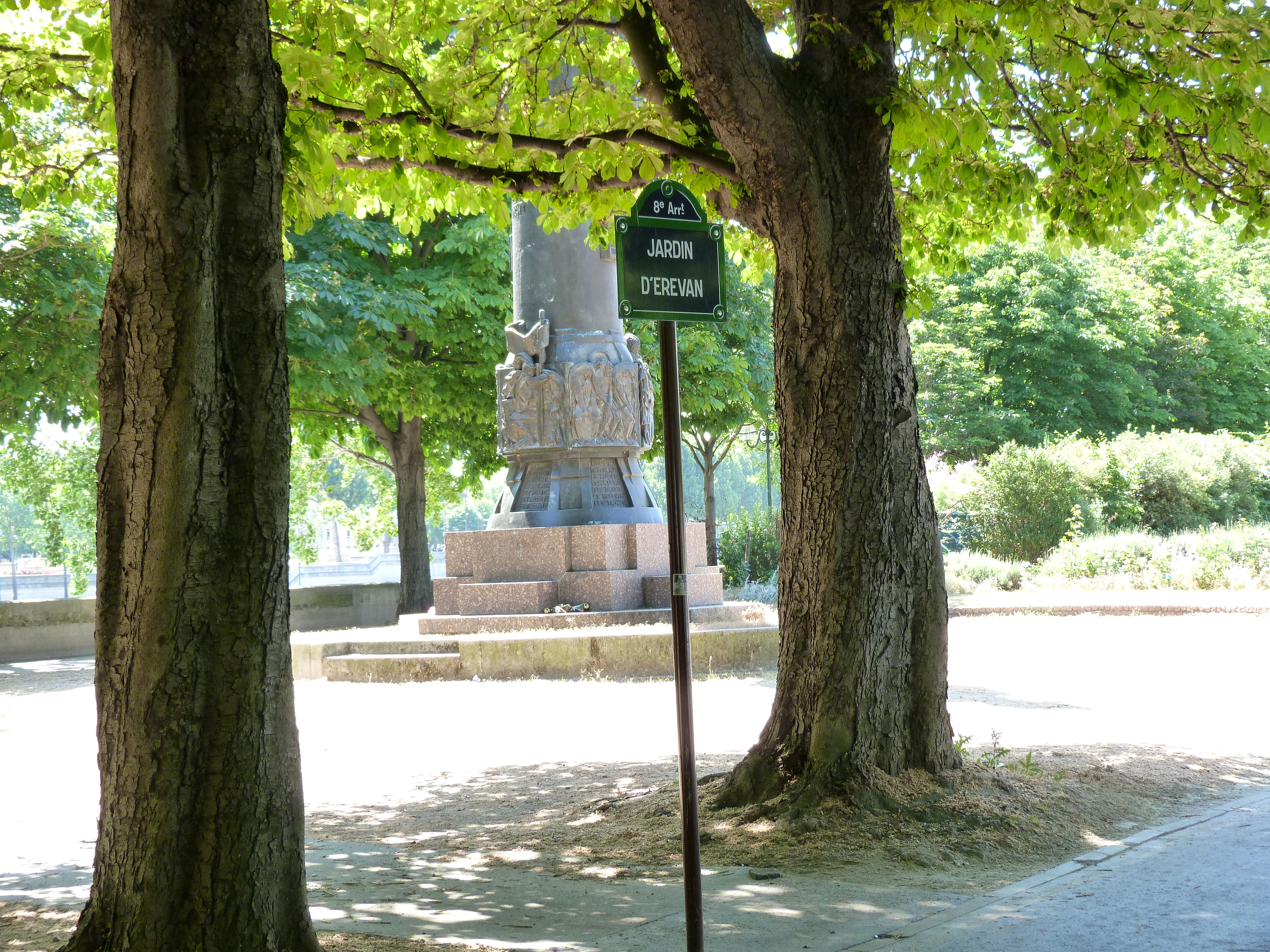
Im Westen der Jardin d’Erevan und das Mickiewicz-Denkmal
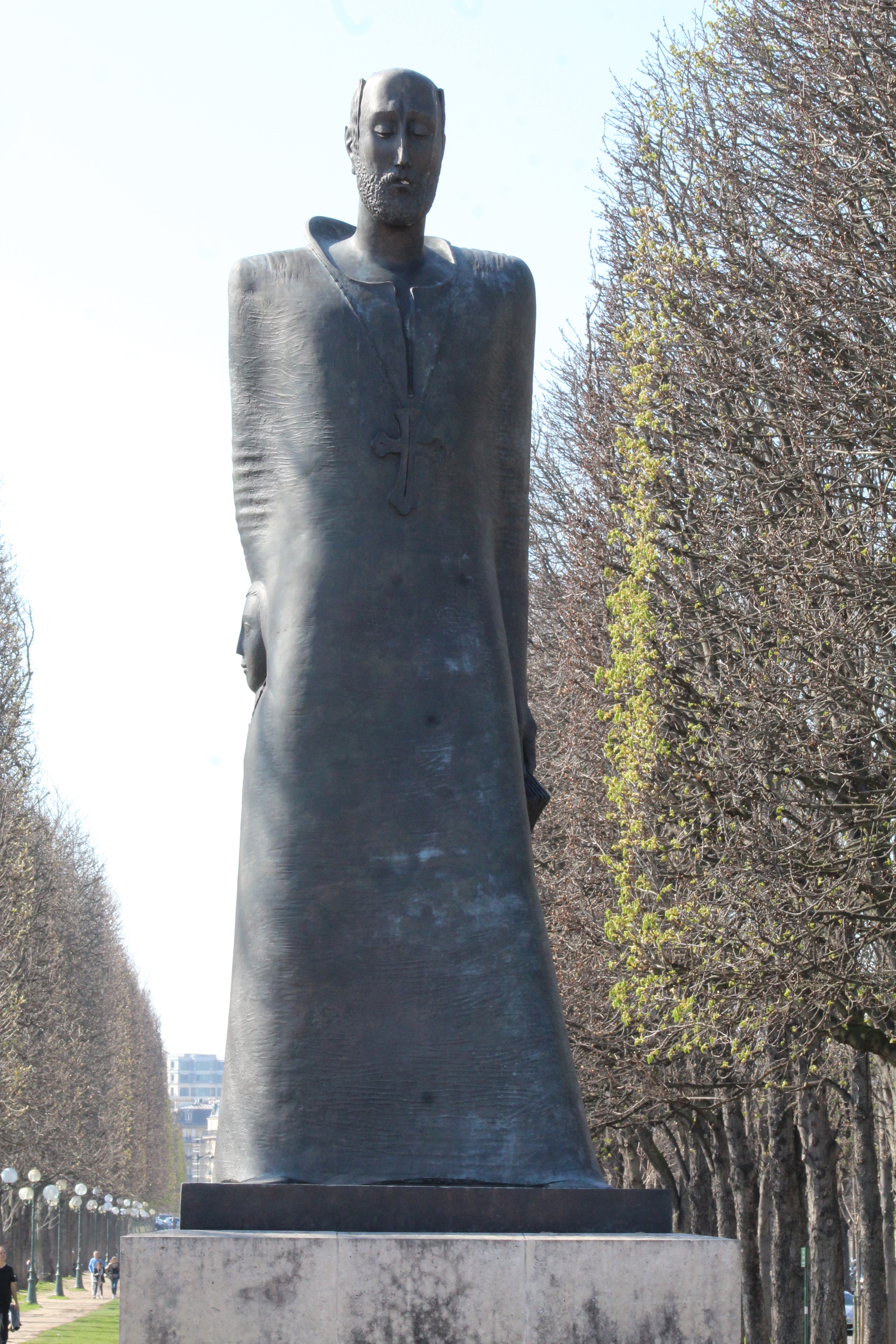
Monument à Komitas.
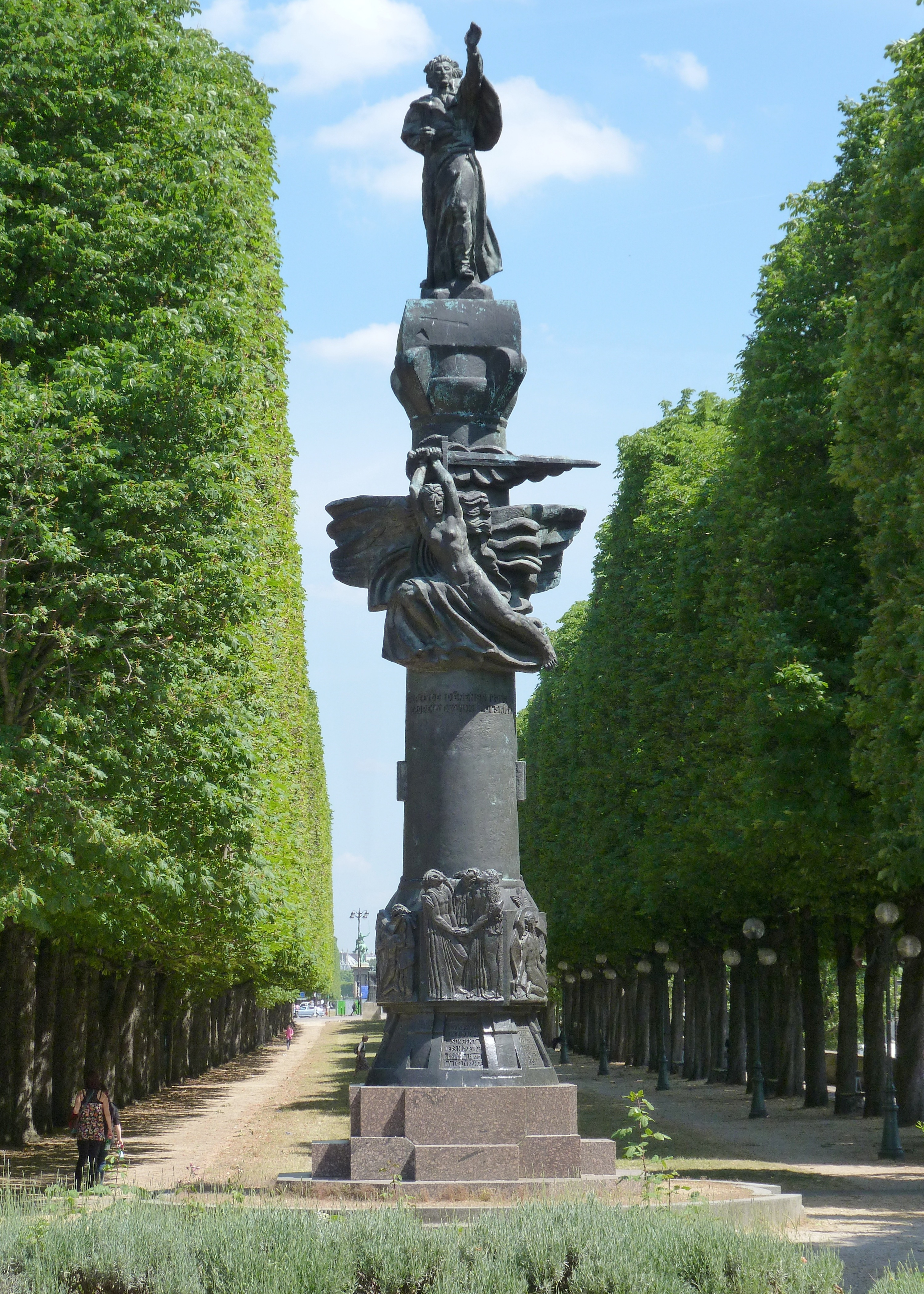
Monument à Mickievicz.

Dieser Teil der Straße, der mit zwei Baumreihen und Rasen bepflanzte ist, erhielt im März 2009 den Namen „Jardin d’Erevan“.